# Hurrikan Nicole
Hurrikan Nicole war der erste größere Hurrikan mit direktem Einfluss oder erstem Landkontakt auf Bermuda seit Hurrikan Fabian im Jahr 2003. Er war der 14. benannte Sturm, der sechste Hurrikan und der dritte schwere Hurrikan in der aktiven atlantischen Hurrikansaison 2016. Nicole entstand im Mittelatlantik am 4. Oktober. Der kleine, sich langsam bewegende Sturm entwickelte sich stetig trotz starken Windscherungen und intensivierte sich am 7. Oktober rasch zu einem Kategorie-2-Hurrikan. Der Windscherung geschuldet, reduzierte sich die Stärke des Sturms am 8. Oktober zu einem kleinen tropischen Sturm. Nicole intensivierte sich als er sich Richtung Bermuda zurückzog und erreichte Kategorie-4-Status. Das Auge des Sturms erreichte Bermuda schlussendlich am 13. Oktober als Kategorie-3-Hurrikan. In Folge des Sturms mussten Schulen, Betriebe und die Büros der öffentlichen Verwaltung und Regierung geschlossen werden. Zusätzlich wurden sämtliche Flug-, Bus- und Fährverbindungen unterbrochen. Der Sturm war der dritt-langlebigste Sturm der 2010er Jahre, nach Hurrikan Philippe im Jahr 2011 und Hurrikan Nadine im Jahr 2012.

## Sturmverlauf

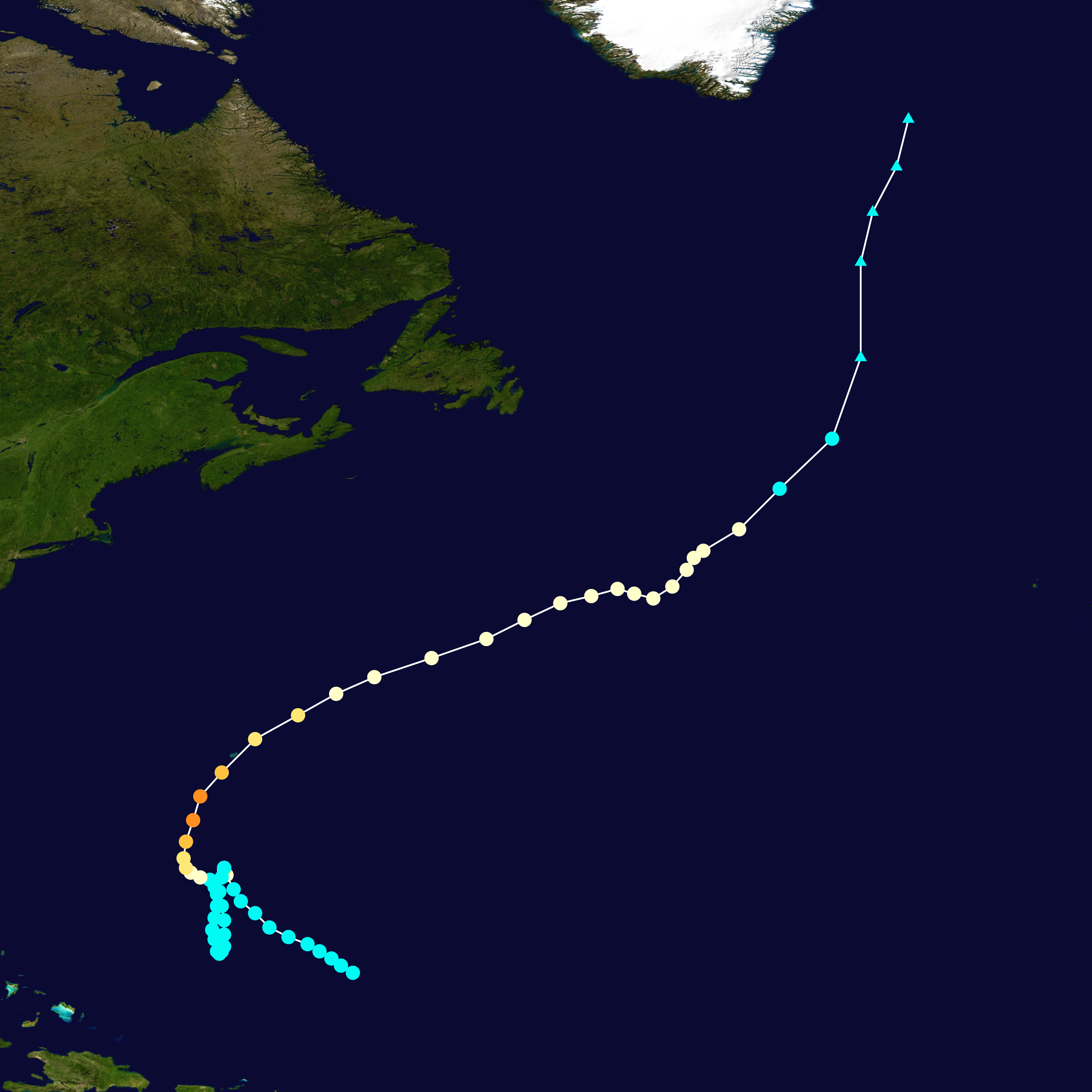
Vergangene Zugbahn

Am 1. Oktober 2016 begann das National Hurricane Center (NHC) mit der Aufzeichnung einer schwachen tropischen Welle im Mittelatlantik, die bedingt durch ein Tiefdruckgebiet vereinzelte Gewitterstürme und Windstärken eines kleinen tropischen Sturms verursachte. Starke Windscherungen verhinderten eine weitere signifikante Organisation des Systems während es in den nächsten Tagen Richtung Nordwesten zog. Am 4. Oktober bestätigten Satellitendaten das Vorhandensein einer gut organisierten Zirkulation im Zentrum und starke Sturmwinde. Um diese Zeit nahm die Gewitteraktivität zu und organisierte sich besser. Als Folge davon klassifizierte das NHC das System um 15:00 Uhr UTC als Tropischen Sturm Nicole. Zu dieser Zeit befand sich das System ca. 845 km nordöstlich von San Juan, Puerto Rico. Der Sturm sollte nach den Erwartungen schwach bleiben, da er weiterhin von Windscherungen gehemmt wurde.
Nicoles Wolkenmuster verbesserte sich allmählich am 5. Oktober. Trotz schlechter Konvektion konnte sich ungewöhnlicherweise in dieser kleinen Zyklone ein Sturmauge bilden. Der Sturm setzte seinen nordwestlichen Weg um die Subtropenfront fort und verlief weiter in Richtung Norden. Nicole intensivierte sich allmählich und wurde zunehmend symmetrischer im Aussehen, bis der Sturm am 6. Oktober um 18 Uhr, 555 km südlich von Bermuda, die Kategorie-1 erreichte. Nicole realisierte nach einer Reihe starker Intensivierungen ihren Höhepunkt am 7. Oktober mit Windgeschwindigkeiten von bis zu 165 km/h (105 mph) und einem minimalen Druck von 968 mbar. Zur selben Zeit wurde ein kleines Auge innerhalb des Sturms auf Satellitenbilder erkennbar. In Anbetracht starker Windscherungen auf Grund von Luftströmungen aus dem starken Hurrikan Matthew an die südwestliche Seite von Hurrikan Nicole kam es zu weiteren, unerwarteten Verstärkungen des Sturms. Ein sich nähernder Trog verringerte die Geschwindigkeit, mit der sich Nicole bewegte, bis nahe dem Stillstand.

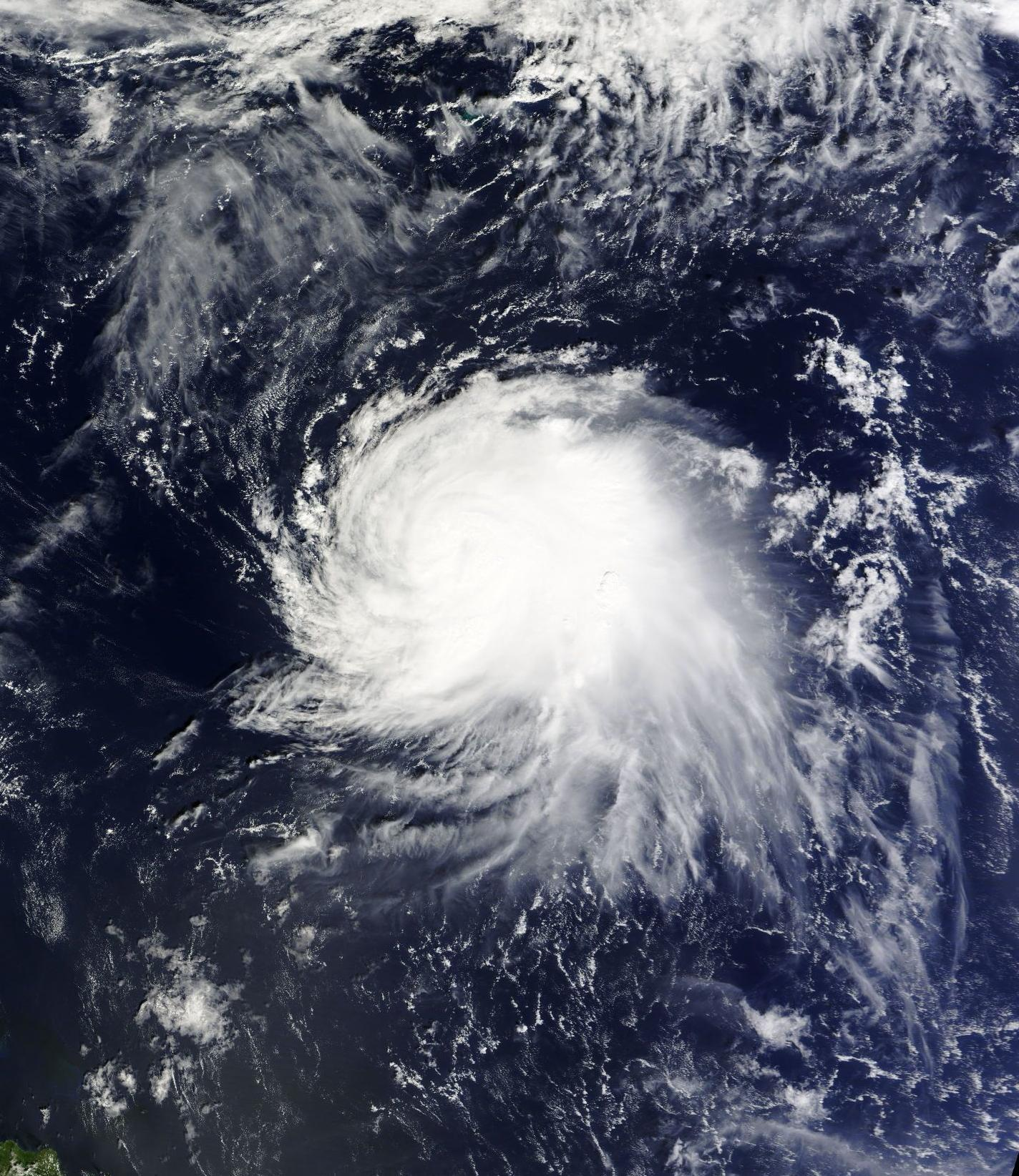
Tropischer Sturm Nicole am 6. Oktober

Am frühen 7. Oktober spürte der Hurrikan die Auswirkungen der starken Windscherungen und schwächte sich schnell zu einem tropischen Sturm ab. Ein neues Hochdruckgebiet entstand im Norden, das Nicole langsam Richtung Süden drückte während sich das Sturmmuster zunehmend verschlechterte. Am Morgen des 8. Oktober hatte sich das Sturmzentrum in den Norden einer schwachen Konvektion bewegt und sich weiter zu einem kleinen tropischen Sturm abgeschwächt. Im Verlauf des Tages verursachten ungewöhnlich warme Oberflächenwassertemperaturen eine erneute starke Entwicklung des Sturms. Dass der Sturm trotz Windscherungen mit bis zu 85 km/h aus dem Norden überleben konnte, ist für die Meteorologen ein Rätsel. Nicole verlangsamte sich, bis es der Rückgang des Hochdruckgebietes Nicole ermöglichte, auf den Kurs Richtung Norden zurückzukehren. Der Sturm verblieb unorganisiert für die nächsten Tage bis sich das Auge am 11. Oktober neu bildete. Nicole erreichte die Stärke eines Kategorie-1-Hurrikan am 11. Oktober um 18 Uhr UTC und entwickelte sich weiter.
Nach ungenauer Westwärtsbewegung für einige Zeit schwenkte der Hurrikan in Richtung Norden und beschleunigte in Richtung Nordosten. Während sich Nicole Bermuda näherte, zeigte der Sturm ein hochsymmetrisches Wolkenbild, welches ein gut ausgebildetes Auge umgab. Der Sturm erhielt eine erneute Phase starker Intensivierungen und erreichte die vorläufig höchste Ausprägung als Kategorie-4-Hurrikan mit Windgeschwindigkeiten bis 215 km/h (130 mph) und einem Druck von 950 mbar. Nicole behielt ihre Stärke für neun Stunden bei, bevor südwestliche Windscherungen den Sturm abschwächten. Um 15 Uhr UTC des 13. Oktober traf das Auge des Sturms direkt auf Bermuda. Nachdem der Sturm auf die Insel traf, verlor der Kern an Struktur und das Auge kippte laut Satellitenbildern in Richtung Südwesten. Am 14. Oktober um 9 Uhr UTC reduzierte eine südwestliche Windscherung die Stärke des Hurrikan bis zu einem Stufe-1-Hurrikan. Die Dünung von Hurrikan Nicole beeinträchtigte Bermuda und Teile der Küste der Vereinigten Staaten. Am frühen Morgen des 15. Oktober schwächte sich Nicole wieder zu einem tropischen Sturm ab, um sich 12 Stunden später wieder zu einem Hurrikan zu verstärken. Somit ist Nicole seit Hurrikan Tomas im Jahr 2010 der erste Sturm, der in dessen Verlauf dreimal zu einem Hurrikan erstarkt ist. Am 18. Oktober beendete Nicole als außertropische Zyklone ihre Reise durch den Atlantischen Ozean.

## Vorbereitungen und Auswirkungen

### Bermuda

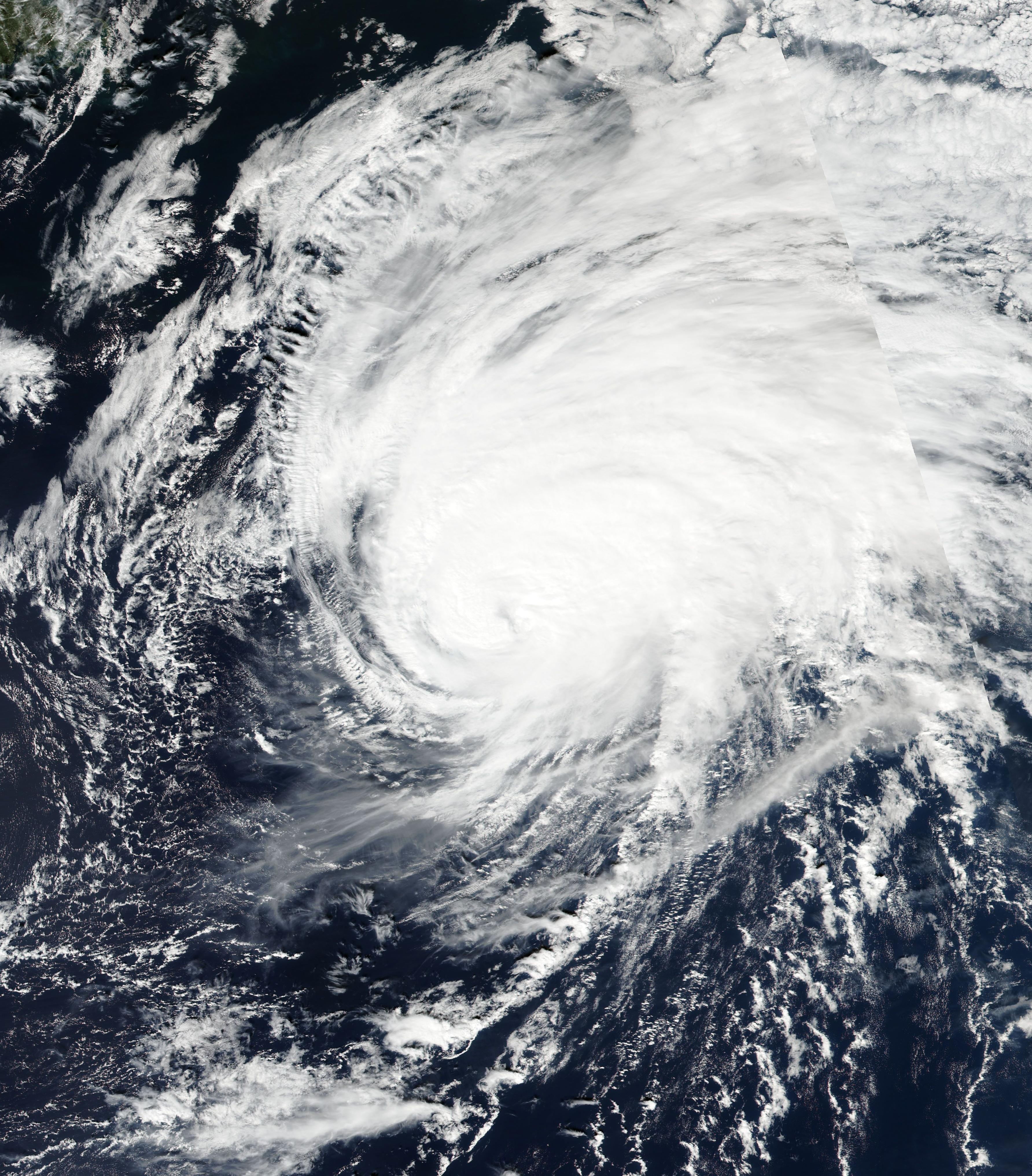
Hurrikan Nicole über Bermuda am 13. Oktober

Am 10. Oktober, während der Sturm noch 670 km südlich von Bermuda lag, stellte der „Bermuda Wetter Service“ Sturmwarnungen für die Inseln Bermudas aus. Die Sturmwarnungen wurden nach der erneuten Intensivierung des Sturms durch Hurrikanwarnungen ersetzt. Bewohner verschlugen ihre Häuser und Geschäfte mit Brettern und platzierten Sandsäcke, um die Folgen einer Flut zu minimieren. Kleine Boote wurden von der Küste entfernt und sicher gelagert, wohingegen größere Schiffe, die im Wasser verblieben, extra gesichert wurden. Schulen und Verwaltungen wurden für die Dauer des Sturms geschlossen. Fähr- und Busverbindungen wurden ab dem 12. Oktober ausgesetzt. Zusätzlich wurden Flüge von und zum L.F. Wade International Airport storniert. Wegen der Bedrohung durch den Sturm liefen drei Kreuzfahrtschiffe Bermuda nicht an.
140 Royal Bermuda Regiment Soldaten wurden an strategischen Punkten stationiert, um bei den Nachwirkungen des Sturms zu helfen. An der Cedarbridge Academy wurde eine staatliche Unterkunft für Sturmopfer mit Verpflegung und medizinischer Notversorgung eingerichtet. Bermudas einzige Tageszeitung, die „The Royal Gazette“, druckte keine Exemplare am 13. Oktober. Da nachteilige Wetterbedingungen auf eine NASA Raketenbeobachrungsstelle in Bermuda befürchtet wurden, wurde der Start einer Versorgungsrakete für die Internationale Raumstation von Virginias Mid-Atlantic Regional Spaceport verschoben. Dieser Start wurde bereits auf Grund der Auswirkungen von Hurrikan Matthew verschoben
Später, am 11. Oktober, verursachten stürmische Winde einen kurzen Stromausfall. Als der Kern des Sturms Bermuda erreichte, konnte eine Wetterstation auf „Pearl Island“ Winde von 141 km/h bis 191 km/h messen. Eine erhöhte Station auf „Commissioner’s Point“ zeichnete leicht höhere Winde auf. Nicole wurde von Regenfällen mit mehr als 113 mm pro Stunde begleitet.

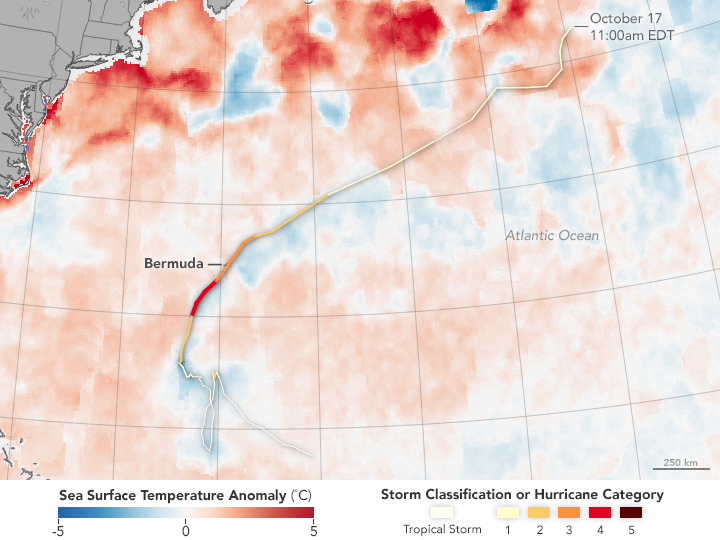
Karte der Oberflächentemperaturanomalien auf dem Weg von Hurrikan Nicole

Die starken Winde stürzten Bäume und Strommasten um und hinterließen 27.341 Haushalte ohne Strom, was 90 % der Kunden in diesem Territorium entsprach. Die Versorgung wurde in wenigen Tagen danach überwiegend wiederhergestellt. Kurz darauf brach die Stromversorgung erneut zusammen. Grund dafür waren Salzablagerungen, die das Verteilnetz störten. Das Terminaldach des „L.F. Wade International Airport“ wurde teilweise vom Sturm abgedeckt und Regenwasser drang in das Gebäudeinnere ein. Die Landwirtschaft wurde durch diesen Sturm hart getroffen. Nicole zerstörte Felder mit Früchten und anderen vegetarischen Pflanzen in verschiedenen Wachstumsphasen. Mindestens ein Farmer hat durch den Sturm seine kompletten Vorrat an jungen Pflanzen verloren. Dutzende Boote, einige bis zu 24 m Länge, wurden von ihren Liegeplätzen losgerissen und beschädigt oder sanken auf Grund. Niedrige Straßen und Gebäude wurden überflutet und einige Häuser trugen Dachschäden davon. Doch der Hurrikan richtete weniger Schaden an, als von den Vorhersagen befürchtet. Es wurden keine Todesopfer oder ernsthaften Verletzungen gemeldet. Lediglich sieben Personen wurden wegen kleineren, wetterbedingten Verletzungen medizinisch versorgt. Eine ungewöhnlich hohe Zahl an Streifenwaldsänger wurde auf Bermuda nach dem Hurrikan Nicole entdeckt, da sie bei ihrer Wanderung Schutz suchten.

### Atlantische Küstenlinie
Einzig Bermuda war direkt von den Auswirkungen des Hurrikan Nicole betroffen. Über einen längeren Zeitraum breitete sich ein erhöhter Seegang im gesamten Nordatlantik aus. Ein Surfer verschwand in Puerto Rico auf Grund dieses starken Seegangs. An der Küstenlinie Floridas wurden hunderte junge Seeschildkröten an Land geschwemmt; schätzungsweise wurden 575 von ihnen gerettet. In Süd-Florida wurde die Küste überflutet. Der Wasserspiegel in Virginia Key und Miami erhöhte sich um 0,3 m mehr als die Vorhersagen prognostizierten. Küstenstraßen in Fort Lauderdale versanken unter den Wellen. In Rodanthe, North Carolina wurden zwei Teenager aufs Meer hinaus gezogen. Einer der beiden schaffte es, an Land zu schwimmen, während der andere ertrank. Die Küstenwache der Vereinigten Staaten half bei der Suche und sie fanden den Körper des Jungen 2 Tage später am Strand. Zwischen 20 und 30 Personen benötigen Hilfe bei der Rettung von sogenannten Brandungsrückströumungen in diesem Gebiet.